# Vena ácigos
La vena ácigos o ácigos mayor es un tronco venoso que se ubica en la parte derecha del tórax. Se origina al nivel de L1, de la unión de la vena lumbar ascendente derecha y la vena subcostal derecha. Penetra en el tórax a través del orificio aórtico en el diafragma y culmina en la vena cava superior. La vena ácigos forma parte del sistema venoso llamado sistema ácigos, compuesto por la vena ácigos, la vena hemiácigos y la vena hemiácigos accesoria. Su porción torácica se encuentra del lado derecho en el mediastino posterior, mientras que la porción abdominal es retroperitoneal siempre del lado derecho y usualmente inicia por encima del nivel de las venas renales. 
Forma una circulación colateral entre la vena cava superior y la inferior, lo que es especialmente interesante ya que proporciona una ruta alternativa de acceso de sangre a la aurícula derecha en caso de que cualquiera de las cavas esté bloqueada. También tiene relevancia clínica en el contexto de hipertensión portal, cuando existe obstrucción de la vena porta y ocurre una derivación de la sangre venosa hacia este sistema.
Sus afluentes son las nueve últimas venas intercostales derechas, la vena torácica interna derecha, y las venas hemiácigos y ácigos accesoria. En la parte superior las tres primeras venas intercostales dan origen al cayado de la vena ácigos y también se anastomosan con las venas esofágicas y las mediastínicas derechas.

## Trayecto
Originándose en la vena lumbar ascendente, asciende por el retroperitoneo, pasa por el orificio aórtico y luego entra en el tórax dirigiéndose por el lado derecho del mediastino posterior hasta el nivel de la cuarta vértebra torácica, donde forma un arco (el cayado de la vena ácigos; TA: arcus venae azygos) por encima del pedículo del pulmón derecho y se vacía en la vena cava superior.

## Afluentes
Recibe las venas intercostales derechas, así como la rama de conexión entre las venas cava superior e inferior.